# Géza Wertheim
Géza Wertheim (Capellen, 3 de juliol de 1910 - Bad Dürkheim, 10 d'agost de 1979) fou un tennista, corredor de bob i dirigent esportiu luxemburguès.
Va iniciar-se en l'alta competició esportiva quan participà en els Jocs Olímpics d'Hivern de 1936, a Garmisch-Partenkirchen, en la modalitat de bob de dues places. El tàndem que formà amb Raoul Weckbecker quedà últim de vint-i-dos participants. Com a tennista realitzà tretze aparicions amb l'equip luxemburguès de la Copa Davis entre 1947 i 1957, perdent tots ells. Posteriorment, esdevingué el president de la Federació Luxemburguesa de Tennis per a dos anys, entre 1963 i 1965.